# Athar, Idlib
Athar, Idlib (tiếng Ả Rập: آذار) là một ngôi làng Syria nằm ở Al-Janudiyah Nahiyah ở huyện Jisr al-Shughur, Idlib. Theo Cục Thống kê Trung ương Syria (CBS), Athar, Idlib có dân số 821 người trong cuộc điều tra dân số năm 2004.